# Palestine (Texas)
Palestine è una località degli Stati Uniti d'America, capoluogo della contea di Anderson, nello Stato del Texas. Secondo il censimento del 2010 la popolazione ammontava a 18 712 persone. Il suo nome deriva dalla città omonima non incorporata della Contea di Crawford.
Palestine è una città relativamente piccola situata nel Piney Woods, equidistante dalle principali città aeroportuali di Dallas (Houston e Shreveport), e si distingue per la sua bellezza naturale caratterizzata dalla presenza delle piante Cornus, e dai 1.800 siti storici presenti nel National Register of Historic Places.
Il più grande datore di lavoro è il Texas Department of Criminal Justice, che impiega più di 3.900 persone. Altri 1600 posti di lavoro vengono offerti da due centri di grande distribuzione organizzata della Walmart Stores Inc. Altri datori di lavoro importanti includono un fiorente settore medico e sanitario che tende verso la vasta popolazione di pensionati.
Palestine è stata una delle città del Texas orientale ad essere luogo dell'atterraggio di diversi detriti causati 
dal Disastro dello Space Shuttle Columbia, dove persero la vita tutti e sette gli astronauti a bordo.

## Storia

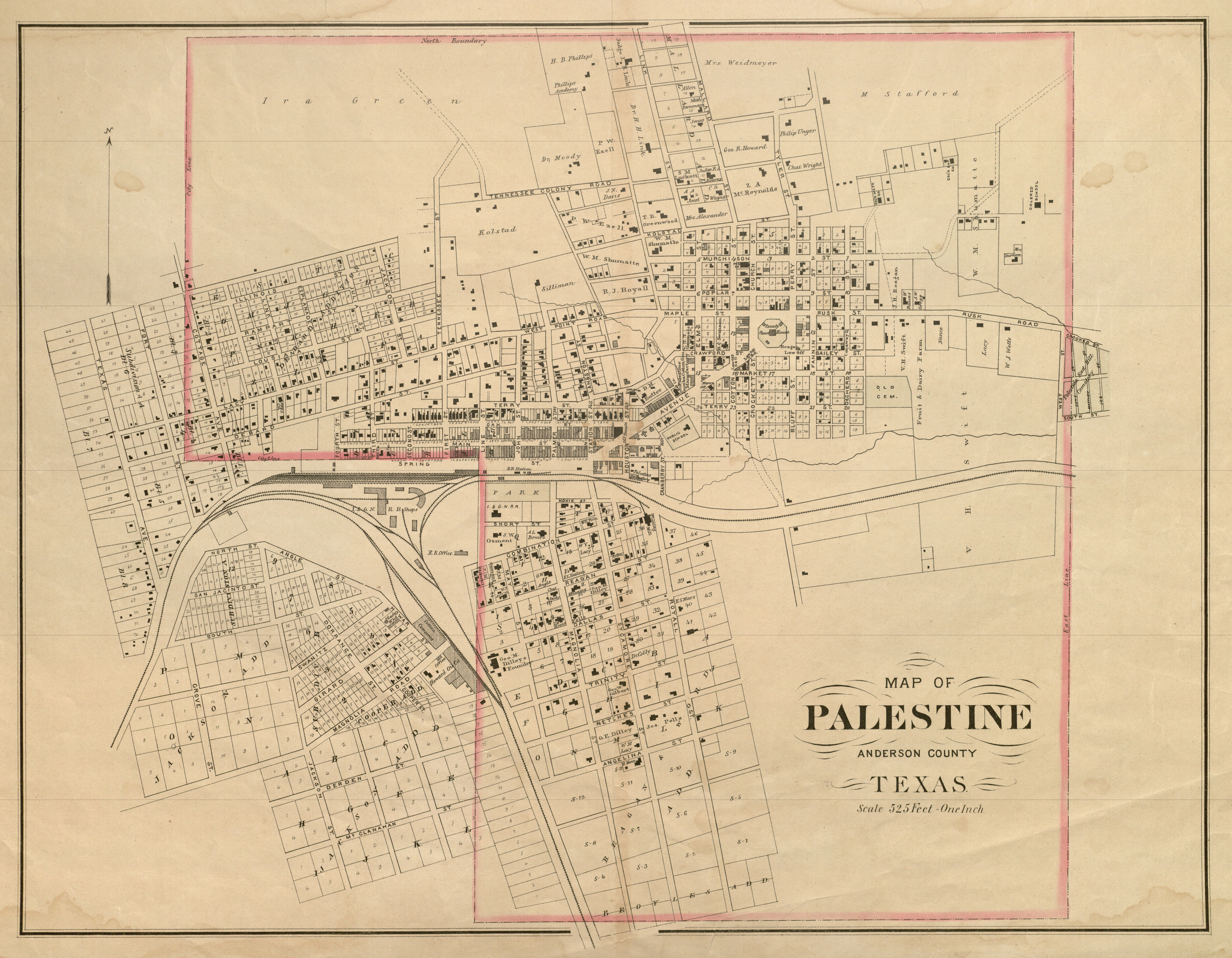
Mappa di Palestine, c. 1885

In origine sul lugo in cui sarebbe sorta la città era presente un avamposto commerciale temporaneo, in funzione almeno dal 1843. Nel 1846 Palestine fu fondata appositamente come capoluogo della Contea di Anderson su decisione del governo texano, che incaricò per i rilievi e il progetto James R. Fulton, Johnston Shelton e William Bigelow.
Nel 1870, in seguito alla costruzione della linea ferroviaria, la popolazione del centro abitato crebbe in modo significativo, superando nel 1898 le 10 000 unità.
Nel 1914 fu costruito in città il quinto tribunale della contea. Nel 1928 a Boggy Creek, a est di Palestine, furono scavati i primi pozzi petroliferi, cui ne seguirono numerosi altri, che consentirono alla località un notevole sviluppo economico anche durante la grande depressione.
Nel 1960 furono avviati i lavori di costruzione della diga Blackburn Crossing, completata due anni; il lago che si formò, ribattezzato Lake Palestine, consente da allora l'approvvigionamento idrico cittadino. La diga venne successivamente ampliata dal 1969 al 1972 fino a un'altezza di 22 m per una lunghezza di 1743 m.

## Geografia
Dallas dista dalla città di 110 miglia (180 km) a nord-ovest, Houston a 150 miglia (240 km) a sud, mentre Tyler è distante 47 miglia (76 km) a nord-est. Secondo l'Ufficio del censimento degli Stati Uniti d'America il capoluogo di contea ha un'area totale di 19,6 miglia quadrate (50,7 km²), di cui 19,4 miglia quadrate (50,2 km²) sono terra, mentre 0,19 miglia quadrate (0,5 km², corrispondenti all'1,06% del territorio) sono costituiti dall'acqua.

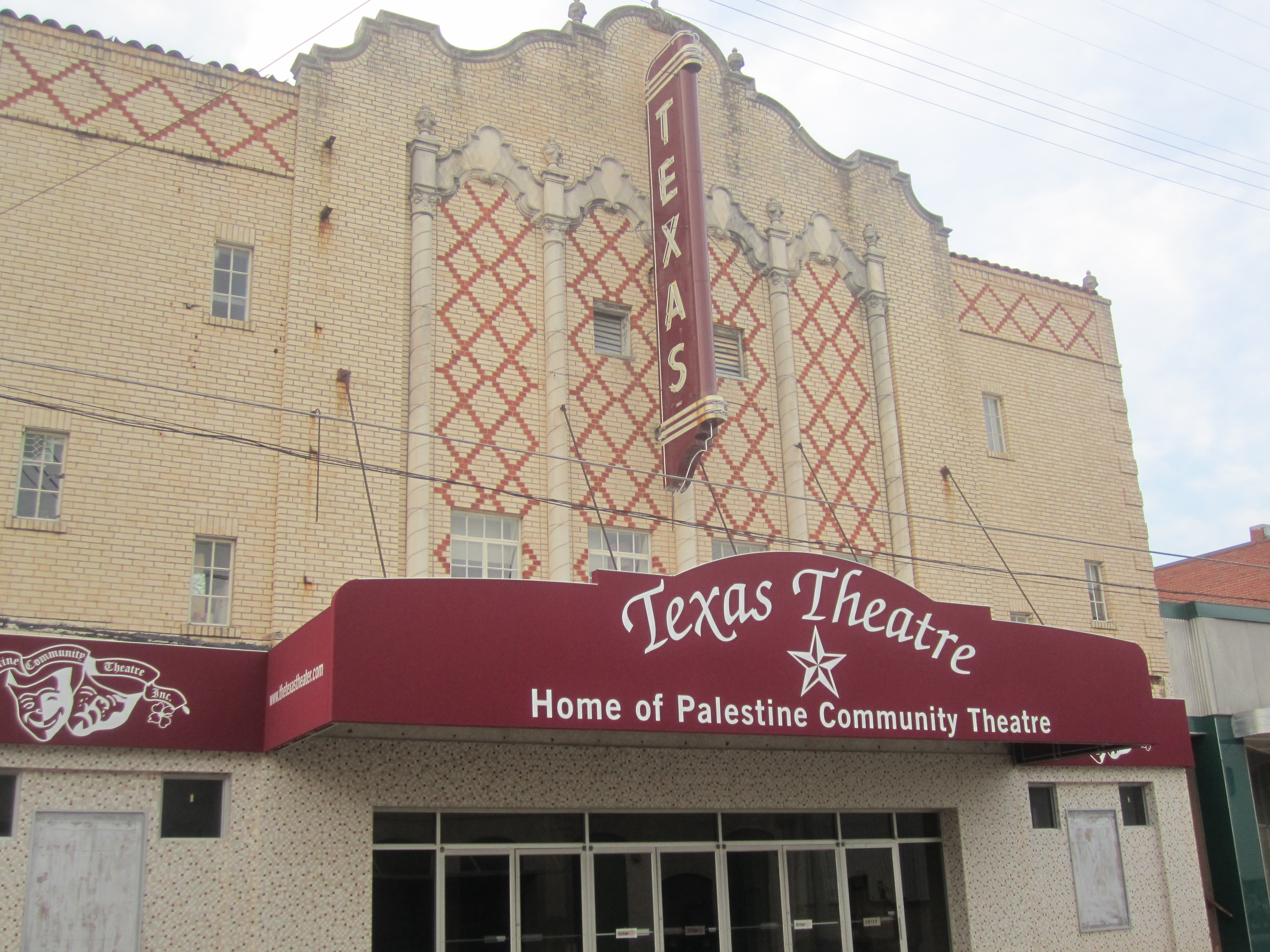
Il Texas Theatre ospita gli eventi della comunità.

### Lago Palestine
Il Lake Palestine è un lago d'acqua dolce creato dalla costruzione della diga Blackburn Crossing sul fiume Neches nel 1962. Si tratta di un lago di 25.600 acri con una lunghezza totale di 18 miglia, 135 miglia di costa e una profondità media di 16.25 piedi, che offre una vasta gamma di specie di pesci d'acqua dolce, tra cui il Pomoxis e il Siluriformes (conosciuto comunemente come pesce gatto).
La Upper Neches River Municipal Water Authority possiede e gestisce il Lake Palestine. La città di Palestine recupera dal lago ogni giorno 25 milioni di litri d'acqua.

### Strade principali
Palestine è crocevia di svariati svincoli autostradali:
- U.S. Highway 79
- U.S. Highway 84
- U.S. Highway 287
- State Highway 19
- State Highway 155
- Loop 127
- Loop 256

## Cambiamento demografico
| Anno       | Popolazione | ±%    |
| ---------- | ----------- | ----- |
| 1850       | 2,000       | Note: |
| 1860       | 1,938       | −3.1% |
| 1870       | 2,311       | 19.2% |
| 1880       | 2,997       | 29.7% |
| 1890       | 5,838       | 94.8% |
| 1900       | 8,297       | 42.1% |
| 1910       | 10,482      | 26.3% |
| 1920       | 11,039      | 5.3%  |
| 1930       | 11,445      | 3.7%  |
| 1940       | 12,144      | 6.1%  |
| 1950       | 12,503      | 3.0%  |
| 1960       | 13,974      | 11.8% |
| 1970       | 14,525      | 3.9%  |
| 1980       | 15,948      | 9.8%  |
| 1990       | 18,042      | 13.1% |
| 2000       | 17,598      | −2.5% |
| 2010       | 18,712      | 6.3%  |
| Stima 2015 | 18,288      | −2.3% |

### Evoluzione demografica
Secondo il censimento del 2000, c'erano 17,598 persone, nuclei familiari e 6,641 famiglie residenti nella città. La densità di popolazione era di 994.3 persone per miglio quadrato (383.9/km²). C'erano 7,668 unità abitative a una densità media di 433.2 per miglio quadrato (167.3/km²). La composizione etnica della città era formata dal 64.60% di bianchi, il 24.77% di afroamericani, lo 0.49% di nativi americani, lo 0.79% di asiatici, il 7.90% di altre razze, e l'1.37% di due o più etnie. Ispanici o latinos di qualunque razza erano il 14.88% della popolazione.
C'erano 6,641 nuclei familiari di cui il 34.9% aveva figli di età inferiore ai 18 anni, il 47.2% erano coppie sposate conviventi, il 18.0% aveva un capofamiglia femmina senza marito, e il 31.0% erano non-famiglie. Il 28.0% di tutti i nuclei familiari erano individuali e l'13.7% aveva componenti con un'età di 65 anni o più che vivevano da soli. Il numero di componenti medio di un nucleo familiare era di 2.57 e quello di una famiglia era di 3.13.
La popolazione era composta dal 29.1% di persone sotto i 18 anni, il 9.2% di persone dai 18 ai 24 anni, il 25.6% di persone dai 25 ai 44 anni, il 20.0% di persone dai 45 ai 64 anni, e il 16.2% di persone di 65 anni o più. L'età media era di 34 anni. Per ogni 100 femmine c'erano 84.8 maschi. Per ogni 100 femmine dai 18 anni in su, c'erano 78.2 maschi.
Il reddito medio di un nucleo familiare era di 30,497 dollari, e quello di una famiglia era di 36,806 dollari. I maschi avevano un reddito medio di 28,331 dollari contro i 20,662 dollari delle femmine. Il reddito pro capite era di 15,514 dollari. Circa il 16.6% delle famiglie e il 20.7% della popolazione erano sotto la soglia di povertà, incluso il 27.7% di persone sotto i 18 anni e il 14.6% di persone di 65 anni o più.

## Amministrazione

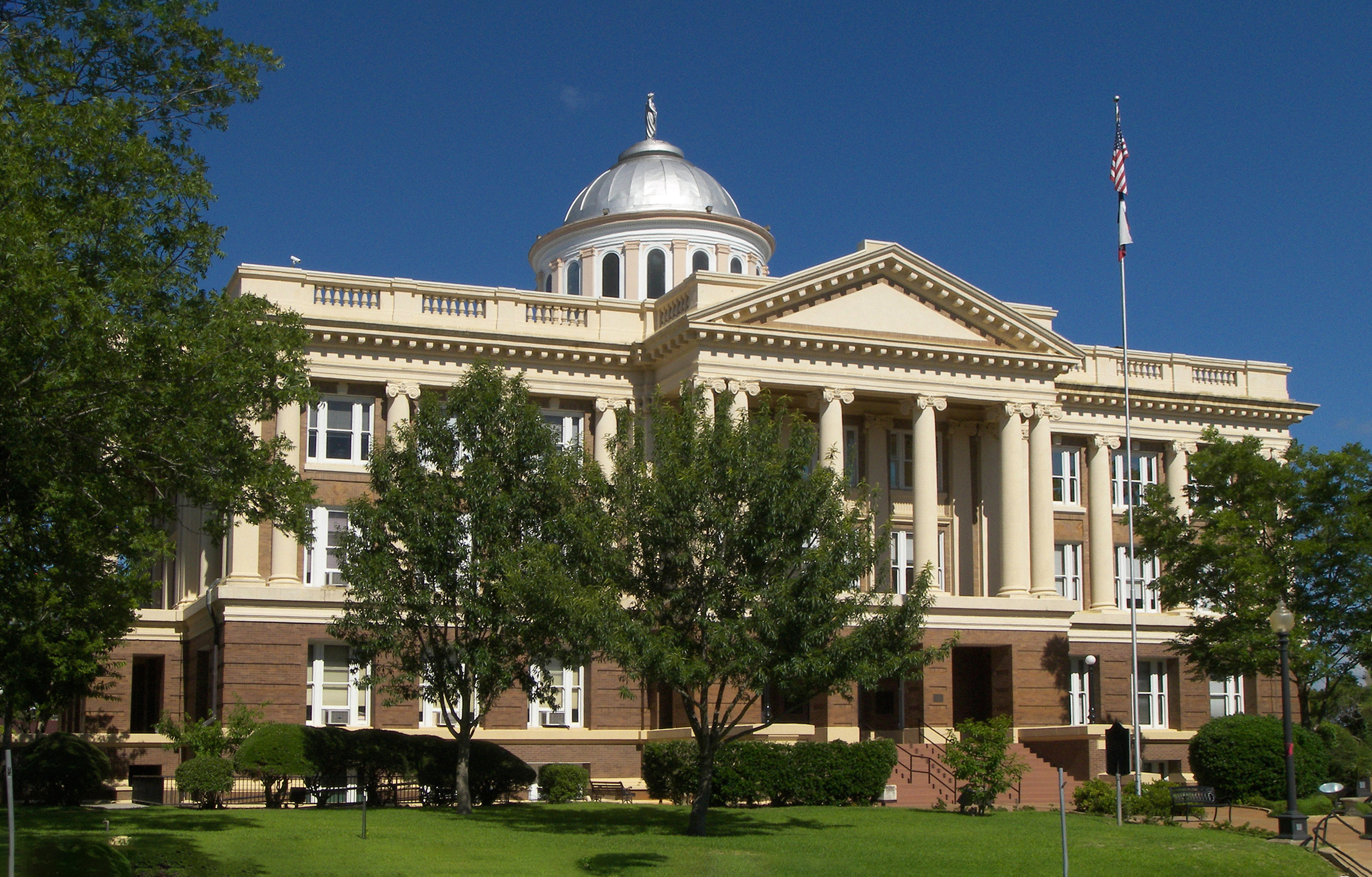
Il tribunale della contea di Anderson è situato a Palestine.

La struttura della gestione e del coordinamento dei servizi della città è la seguente:

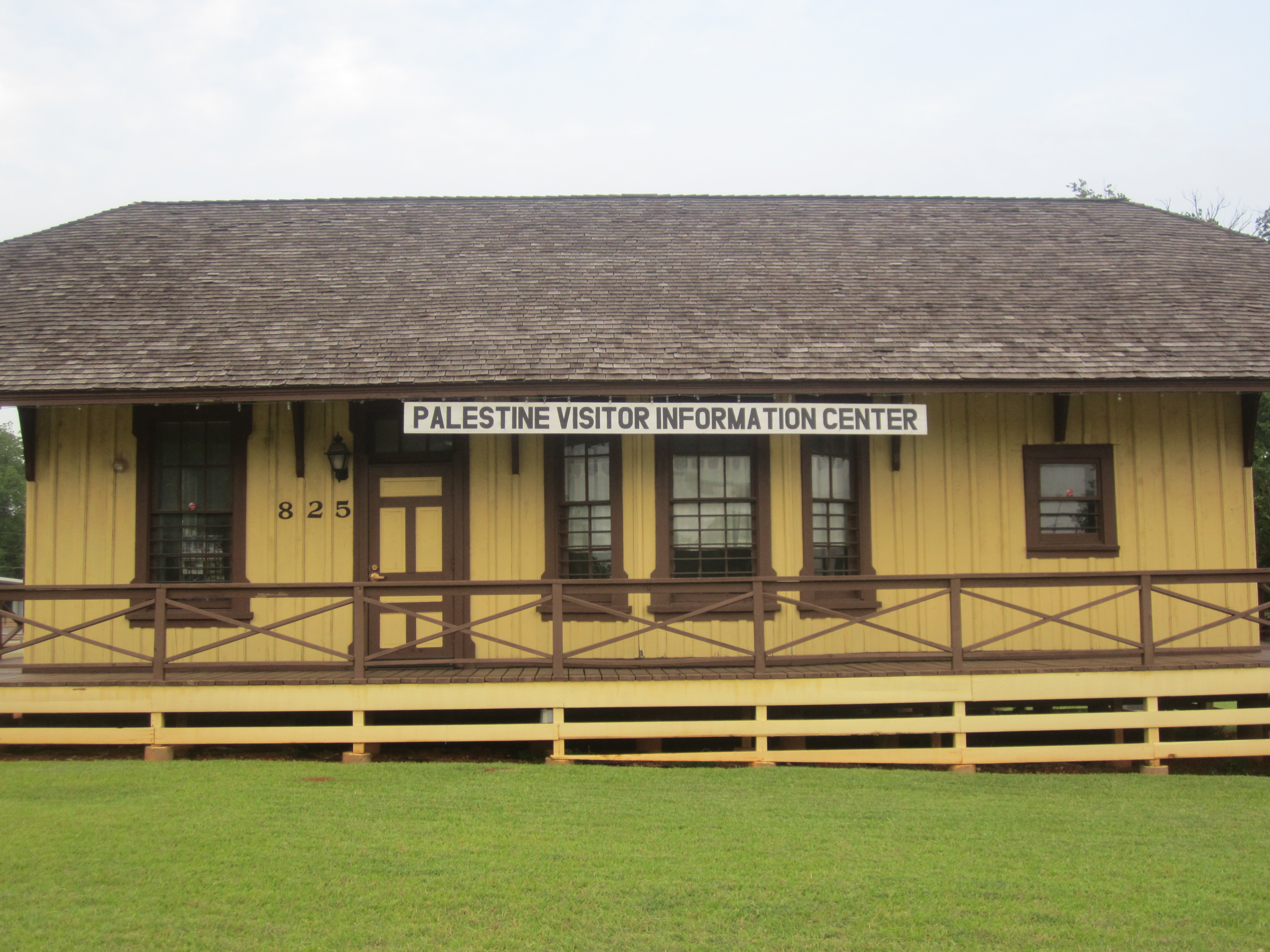
Il pro loco della città, situato presso l'ingresso al quartiere del centro.

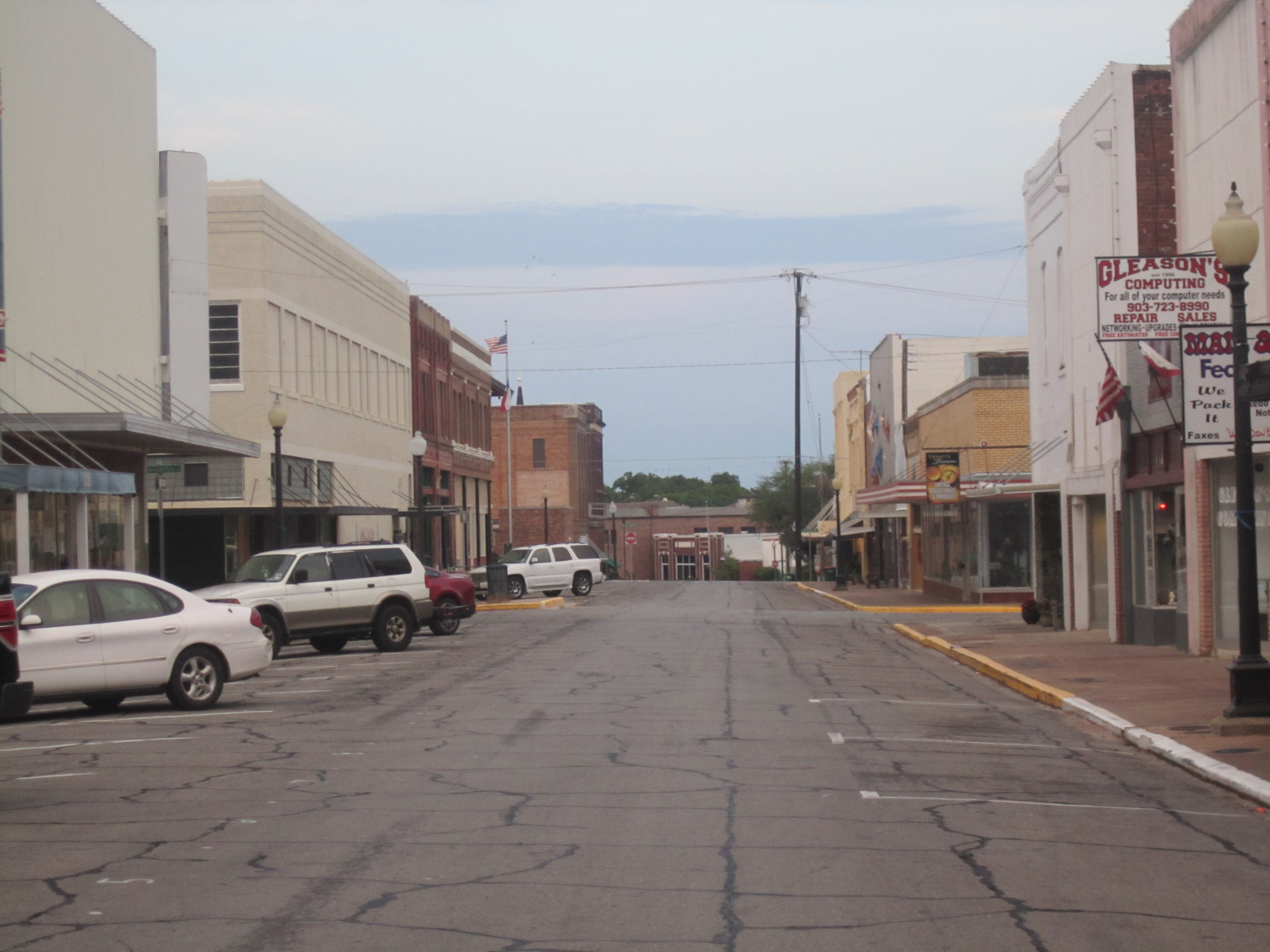
Uno scorcio del centro di Palestine.

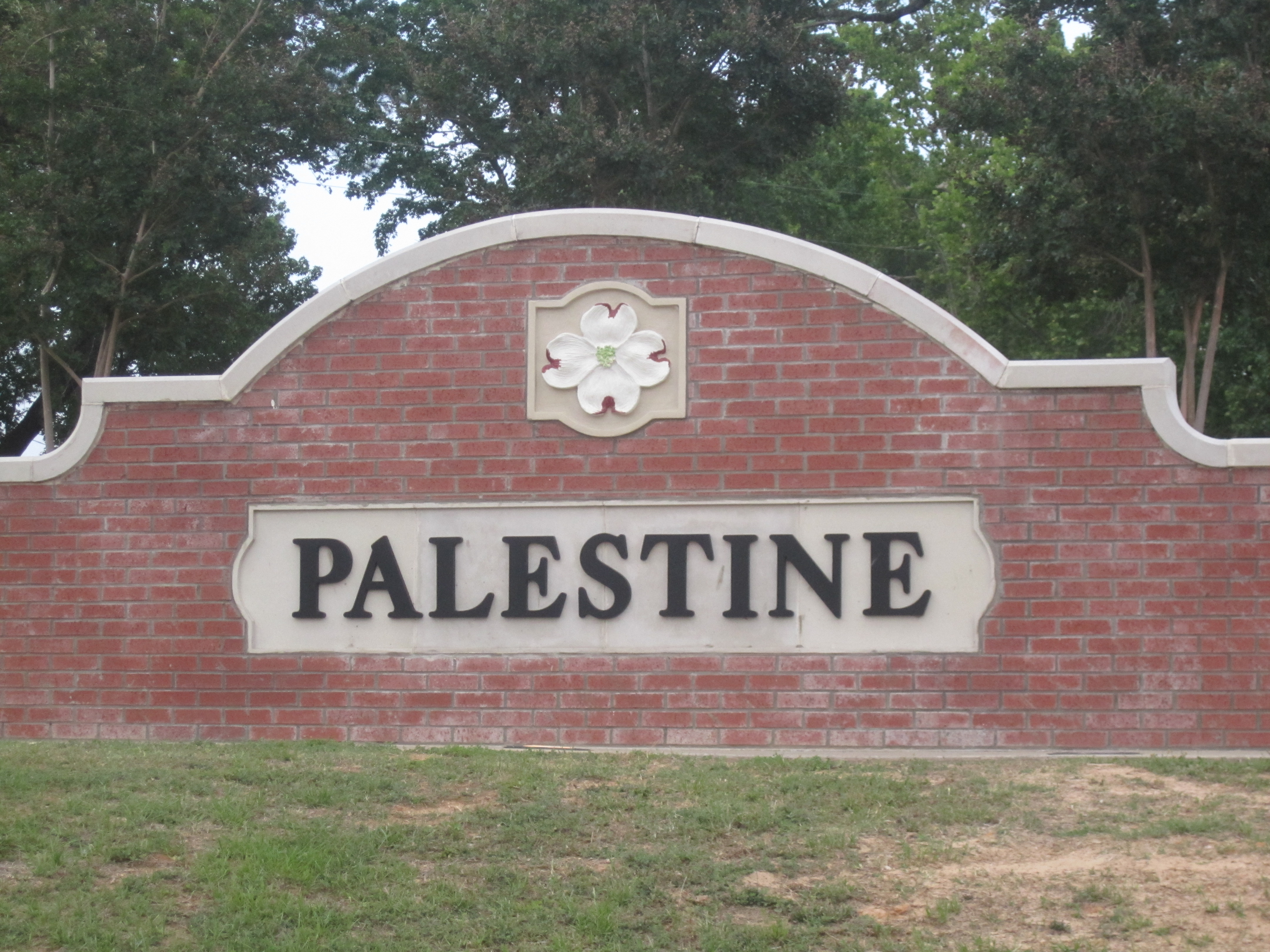
Benvenuto di Palestine nella U.S. Route 79

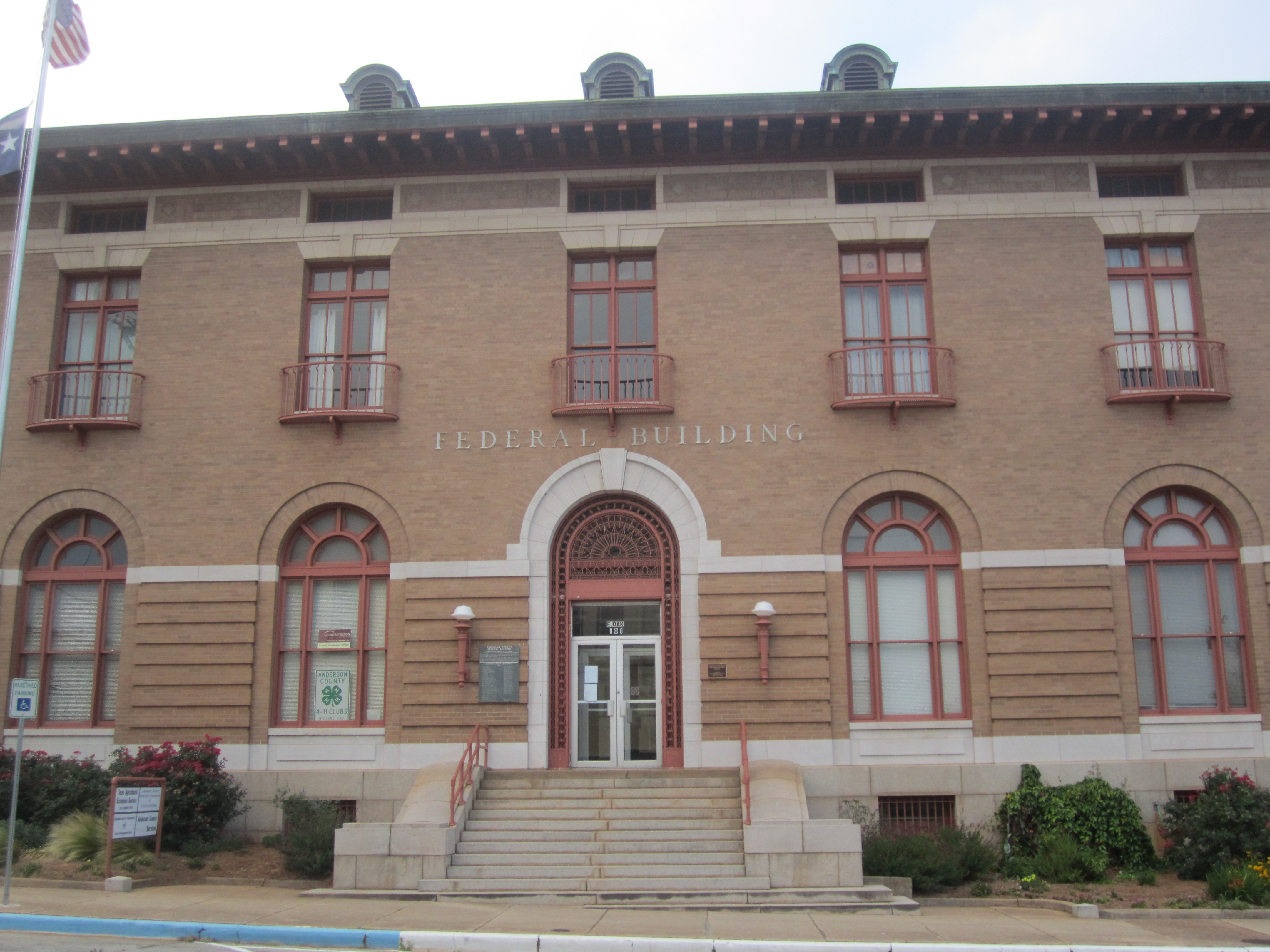
Palazzo federale della città

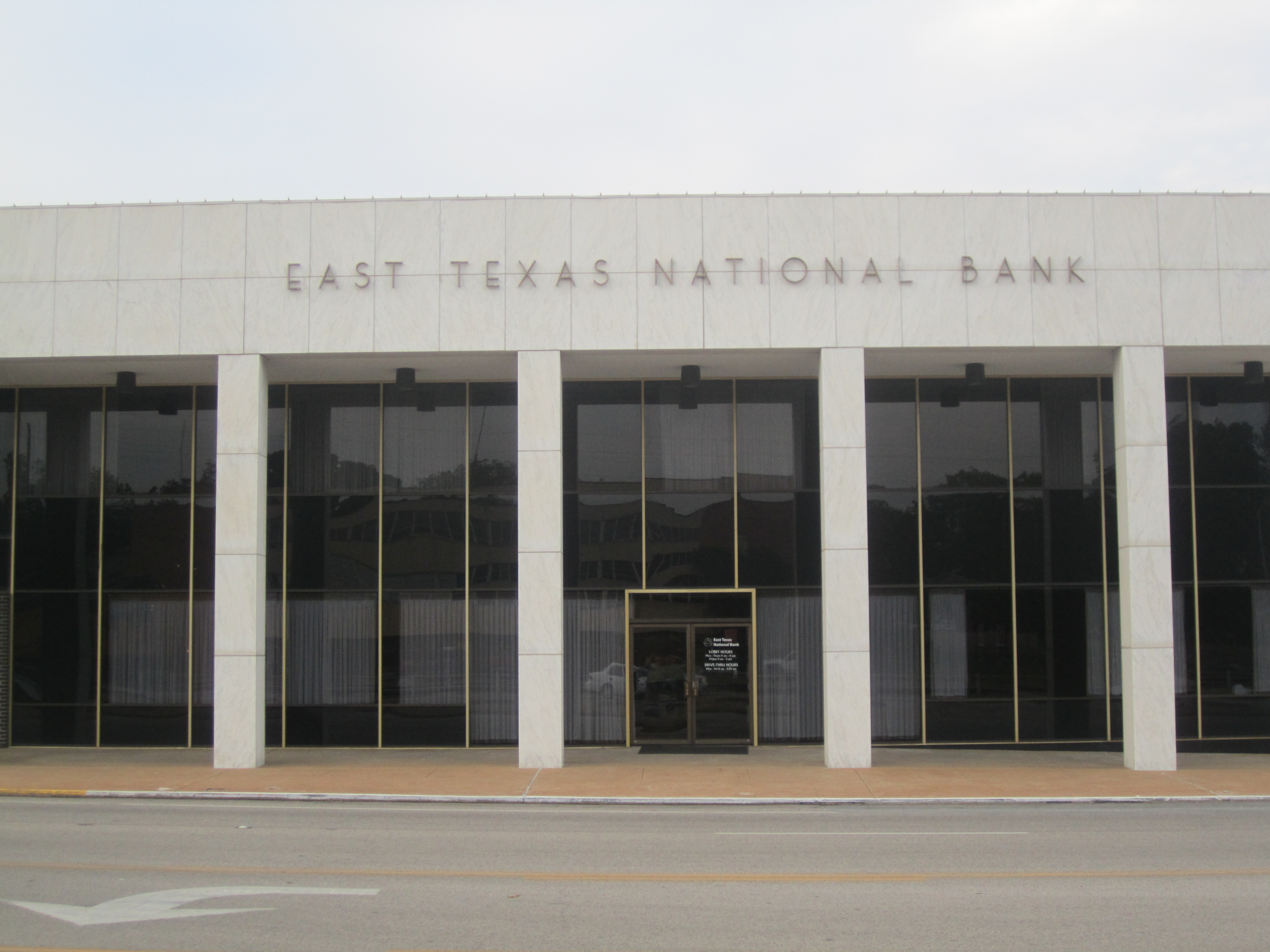
Banca nazionale del Texas orientale

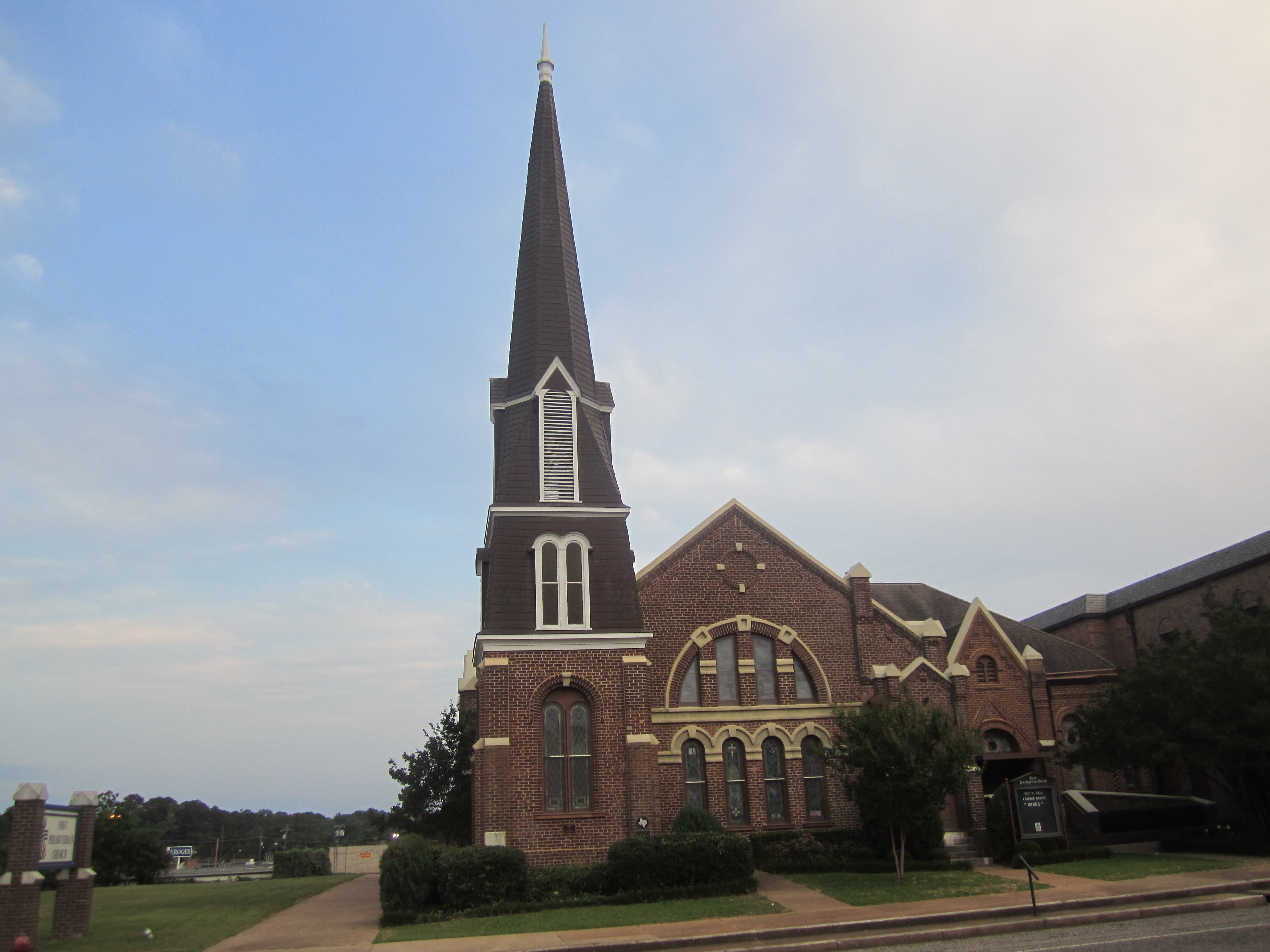
La prima chiesa presbiteriana di Palestine

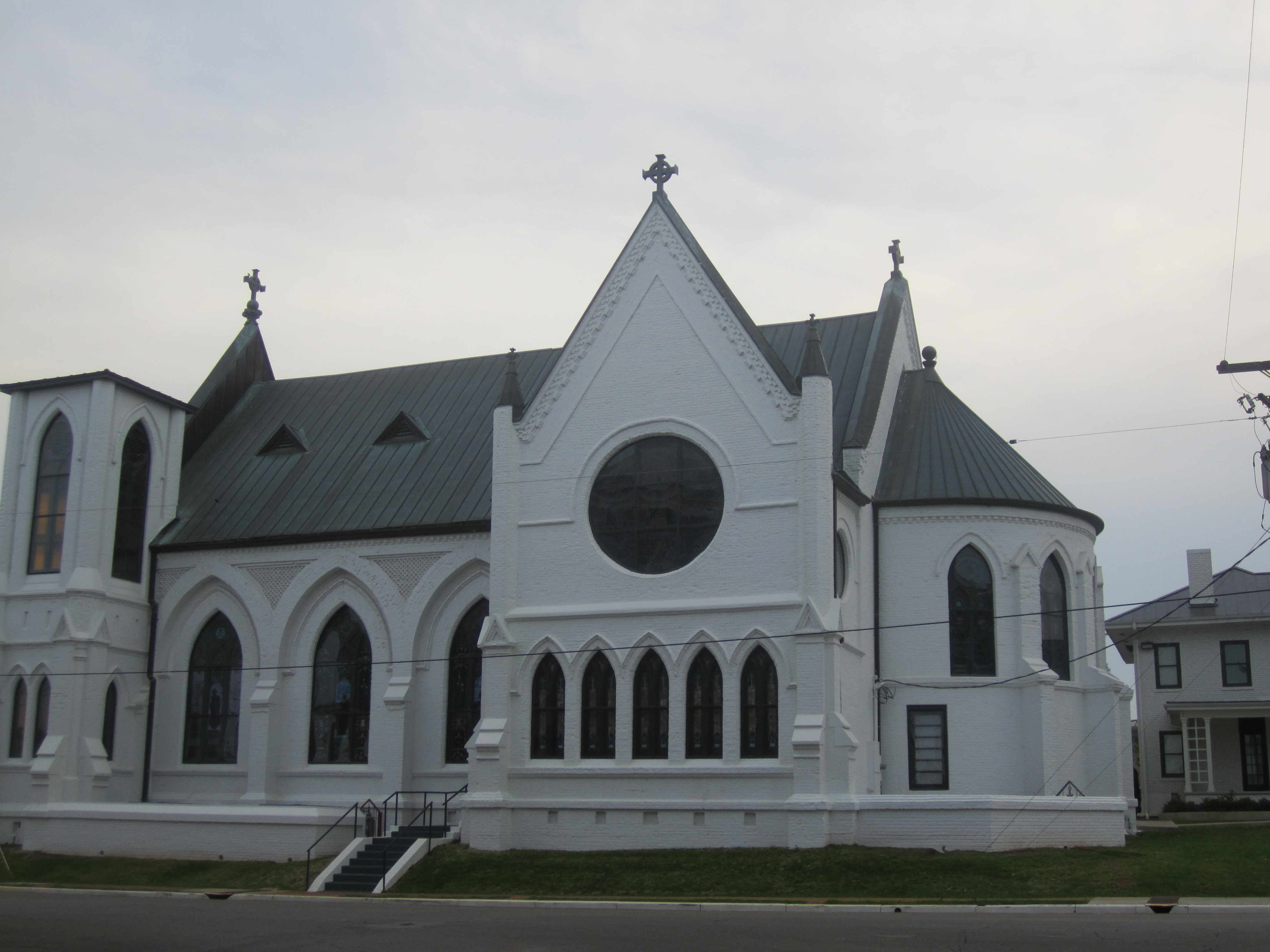
La Chiesa cattolica del Sacro Cuore alla 503 North Queen Street del centro di Palestine

| Ruolo                                    | Nome            |
| ---------------------------------------- | --------------- |
| Amministratore municipale                | Mike Alexander  |
| Segretario                               | Teresa Herrera  |
| Direttore dei servizi di sviluppo        | Jeffrey Lyons   |
| Direttore dei servizi economici          | Tom Manskey     |
| Direttore sei servizi di emergenza       | Scott Parkhurst |
| Direttore della finanza                  | Steve Groom     |
| Comandante dei pompieri                  | Alan Wilcher    |
| Direttore della biblioteca               | Theresa Holden  |
| Direttore del Parco                      | Roy Crouch      |
| Comandante della polizia                 | Mike Alexander  |
| Direttore dei lavori pubblici e stradali | Tim Perry       |

### Aeroporto
Palestine è servita dall'aviazione generale della Palestine Municipal Airport, situata nella parte nord-occidentale della città. Attivato nel 1942, l'identificatore della Federal Aviation Administration (FAA) è PSN. É sede di 31 aerei, per lo più monomotori, ed è sia gestito che di proprietà del Comune

### Acqua
L'impianto di trattamento dell'acqua opera 24 ore al giorno, 7 giorni a settimana; il trattamento e il pompaggio impiega una media di 3 milioni di litri di acqua al giorno. L'impianto di trattamento delle acque reflue tratta invece una media di 2,5 milioni di litri di acque reflue al giorno. Il sistema di distribuzione dell'acqua impiega 26 impianti di risalita e circa 275 miglia di linee d'acqua; invece le acque reflue coinvolgono circa 250 miglia di linee fognarie sanitarie.

### Rappresentazione statale
Palestine è rappresentata nel Senato del Texas dal repubblicano Robert Nichols, 3º distretto, e nella Camera dei Rappresentanti texana da Byron Cook, appartenente anch'egli al partito repubblicano, distretto 18.

### Rappresentazione nazionale
A livello nazionale, i due senatori statunitensi, John Cornyn e Ted Cruz, sono repubblicani. Palestine fa parte del 5º distretto del Texas, rappresentato attualmente da Jeb Hensarling.

## Istruzione
Con almeno 3 500 studenti, il Palestine Independent School District è il più grande distretto scolastico di Palestine. Il distretto comprende:
- Palestine High School, da 9 a 12 anni
- Palestine Junior High, 7-8
- A. M. Story Elementary, 4-6
- Southside Primary, 2-3
- Northside Early Childhood Center, pre-1

Situato nella parte occidentale della città è presente la Westwood Independent School District. É sede di circa 1700 studenti. Include:
- Westwood High School, da 9 a 12 anni
- Westwood Junior High, 7-8
- Westwood Elementary, 3-6
- Westwood Primary, +2

## Media
Palestine è servita dal quotidiano Palestine Herald-Press, fondato nel 1849 come Palestine Advocate, ora di proprietà della Community Newspaper Holdings, Inc. (CNHI).

## Ricreazione

### Parchi
Laghi e parchi forestali fanno parte delle caratteristiche naturali dei Piney Woods del Texas orientale. 
- Steven Bennett Park (22 acri)
- Greens Park (20 acri)
- Reagan Park (16 acri)
- Calhoun Park (10 acri)
- Complesso sportivo con 10 campi da baseball illuminati (29 acri)

### Laghi
Sono presenti quattro laghi nella città di Palestine, tutti dotati di rampe barca che favoriscono la pesca, e che collettivamente forniscono una varietà di sentieri e aree pic-nic:
- Wolf Creek lake
- Upper Lake
- Lower Lake
- Blue Lake

### Natura
Il Gus Engeling Wildlife Management Area, situato a 20 miglia a nord ovest di Palestine, è un'area selvatica di 10 000 acri, una riserva naturale dove poter osservare uccelli, mammiferi, anfibi, pesci e vegetazione.

### Golf
Nella città sono presenti due campi da golf, che offrono una vasta gamma di opportunità ricreative: il Wildcat Golf Course, con 9 buche, costruito originariamente nel 1921, e il Pine Dunes, costruito alla fine degli anni '90, situato nella parte occidentale di Palestine.